# 권 (춘추)
권(權)나라는 상나라와 주나라의 시대의 제후국이다. 

## 역사
권국(權國)은 상나라 초기에는 작은 읍제 소국 형태로 존재하였다. 기원전 1100년경 상(商)나라 23대 무정이 아들 문정(文丁)을 호북성 당양 동남쪽 권국(權國)에 분봉하였다. 권국(權國)은 하나라 시대부터 존재하여 다양한 부족의 집합이 있었고, 문정이 봉분된 이후에는 기원전 800년까지 유지되었다.
기원전 8세기 무렵, 권나라 14대 소신 (少辛) 때 호북성 북쪽으로 수도를 옮겼고, 22대 귀공(歸公) 12년에 노(魯)나라에게 멸망 당하였다. 이후 권국 공족은 허난성으로 돌아갔다. 몇몇은 진나라로 갔다고 전하기도 한다. 
기원전 740년 무렵에, 초(楚)나라 무왕 (武王)은 노나라를 점령하고 귀속하여 권국이 있었던 지역을 권현 (權縣)으로 삼아 초나라 영토에 편입하였다. 기원전 700년 이후 권현(權縣)에 초나라 공족들과 노나라가 점령 할 때 들어 온 사람들이 지역 명을 따서 권(權)씨 성이 되었다고 한다. 
진나라 장군 왕전 (王翦)이 중국 통일을 위해 초(楚)나라를 점령했을 때 권현을 당양현(當陽縣)이라고 고쳤다.

## 역대 군주
| 대수       | 시호       | 휘         | 재위기간 | 비고      |
| ---------- | ---------- | ---------- | -------- | --------- |
| 1          | ×          | 문정(文丁) | ?~?      | 권현 봉분 |
| 몇 대 불명 |            |            |          |           |
| 14         | ×          | 소신(少辛) | ?~?      | 천도      |
| 몇 대 불명 |            |            |          |           |
| 22         | 귀공(歸公) | ?          | ?~?      | 멸망      |

## 같이 보기
- 무정
- 초 무왕
- 왕전
- 왕분